# Aleksander Drzewiecki
Aleksander Drzewiecki (ur. 11 listopada 1897 w Berlinie, zm. 12 lutego 1960 w Bydgoszczy) – skrzypek, trębacz, wachmistrz zawodowy Wojska Polskiego, altowiolista Filharmonii Pomorskiej w Bydgoszczy, powstaniec wielkopolski.

## Życiorys
W wieku 12 lat uczył się gry na skrzypcach i fortepianie. Nieobca mu była gra na trąbce i organach. W połowie lat. 20. XX wieku ukończył Bydgoskie Konserwatorium Muzyczne w klasie skrzypiec i fortepianu. Doskonalił także grę na trąbce, na której grał już od 1916.
Uczestniczył w powstaniu wielkopolskim będąc żołnierzem 1 pułku artylerii polowej wielkopolskiej. W marcu 1921 wszedł w skład nieetatowego plutonu trębaczy 15 Wielkopolskiego pułku artylerii polowej. W pułkowej orkiestrze symfonicznej i kameralnej grał na skrzypcach. Od stycznia 1929 do końca listopada 1930 pełnił funkcję dyrygenta plutonu trębaczy. Po rozwiązaniu wszystkich zespołów 1 grudnia 1930 opiekował się sztandarem oraz jednocześnie wykonywał swe obowiązki w dywizjonie. Z własnej inicjatywy uczył chętnych żołnierzy gry na skrzypcach i innych instrumentach oraz opiekował się sygnalistami.
W latach 1927–1930 był koncertmistrzem w orkiestrze grającej w Teatrze Miejskim w Bydgoszczy. 
W czasie kampanii wrześniowej w 1939 pełnił funkcję podoficera sztandarowego, opiekując się znakiem pułkowym. Podczas walk w Puszczy Kampinoskiej zakopał sztandar w rejonie 
Sierakowa, w 1947 przyczynił się do jego odnalezienia. Okupację spędził w niemieckiej niewoli.
Do Bydgoszczy wrócił 23 sierpnia 1946. Był altowiolistą w Pomorskiej Orkiestrze Symfonicznej, a od 1 stycznia 1953 w Filharmonii Pomorskiej w Bydgoszczy.
Zmarł 12 lutego 1960 w Bydgoszczy. Został pochowany na cmentarzu parafii Matki Boskiej Nieustającej Pomocy przy ul. Kossaka 74.

## Odznaczenia
W październiku 1938, jako tytularny ogniomistrz, odznaczony Brązowym Krzyżem Zasługi przez Premiera II RP Sławoja Składkowskiego.

## Rodzina
Był żonaty z Józefą z domu Szulc. Mieli syna Jana.